# Again (ちあきなおみの曲)
「Again」（アゲイン）は、1983年1月21日に発売されたちあきなおみのシングルである。

## 解説
- アルバム制作を基本として活動していたちあきのビクター所属時代唯一のシングル。ちあきにとって、シングルの発売は5年ぶりとなった。
- 映画「時代屋の女房」の主題歌として使用された。

## 収録曲
（全作詞：大津あきら、作曲・編曲：木森敏之）
1. Again [4:38]
2. 冬の道化師 [3:54]